# Gruppo Sportivo 58º Corpo Vigili del Fuoco
Il Gruppo Sportivo 58º Corpo Vigili del Fuoco, noto anche come Vigili del Fuoco Palermo o 58º Corpo Vigili del Fuoco, fu una società calcistica italiana con sede nella città di Palermo.

## Storia
Il Gruppo Sportivo 58º Corpo Vigili del Fuoco di Palermo è stata una squadra calcistica palermitana, esistita all'inizio degli anni quaranta e gestita dal Corpo nazionale dei vigili del fuoco. Dopo aver vinto il campionato regionale di Prima Divisione 1939-1940 (allora quarto livello del campionato italiano di calcio), militò per due annate consecutive nel campionato di Serie C, tra il 1941 e il 1943, anno di fatto in cui termina l'attività del club, che non viene ricostituito in seguito alla fine della seconda guerra mondiale.